# Suada (geslacht)
Suada is een geslacht van vlinders uit de familie van de dikkopjes (Hesperiidae). De wetenschappelijke naam is voor het eerst geldig gepubliceerd in 1895 door Lionel de Nicéville. Hij plaatste als eerste soort in het geslacht Suada swerga, door hemzelf in 1883 oorspronkelijk Hesperia? swerga genoemd. Andere soorten die tot dit geslacht worden gerekend zijn:
- Suada cataleucos (Staudinger, 1889)
- Suada albinus (Semper, 1892)
- Suada albolineata Devyatkin, 2000